# Dialogus de Scaccario
Dialogus de Scaccario, o Dialogue concerning the Exchequer, è un trattato medievale sulla pratica dello "Scacchiere" (Exchequer) in Inghilterra scritto alla fine del XII secolo da Richard FitzNeal.
Il Trattato, scritto in Latino, e conosciuto da tre manoscritti del XIII secolo è impostato come una serie di domande e risposte, che riguarda la giurisdizione, la costituzione e la pratica dello Scacchiere. Un accademico ha detto che "Il valore di questo saggio per la prima storia dell'Inghilterra è incalcolabile; in ogni ambito fa chiarezza sullo stato delle cose esistenti." È stato ripubblicato e tradotto più volte, più recentemente nel 2007.

## Origine
Il trattato fu probabilmente scritto da Richard FitzNeal, "Lord High Treasurer" (Primo Lord del Tesoro), Lord Tesoriere dello Scacchiere sotto Enrico II d'Inghilterra. La data del libro è discussa; esso descrive 6 distretti di giustizia territoriali; gli accademici sostengono per questo che esso deve essere stato scritto prima del 1179, quando il numero di distretti di giustizia è stato ridotto a 4; ciò richiederebbe tuttavia che le modifiche ai distretti fossero entrate in vigore immediatamente, e Richardson sostiene che non c'è nulla scritto nei Pipe Rolls a sostegno di questa ipotesi. Altri studiosi suggeriscono 1181 o 1188 come possibili anni. Diviso in due libri, scritti come una serie di domande e risposte tra un avvocato dotto e il suo allievo, il trattato per prima cosa tratta della costituzione dello Scacchiere, analizzando individualmente gli Upper Exchequer (« Scacchiere superiore ») e i Lower Exchequer (« Scacchiere inferiore ») dell'erario e dando le descrizioni dei loro funzionari e giurisdizione. Il secondo libro descrive l'Erario "in pratica", dando disposizioni del modo corretto per perorare le cause e il calendario (scadenzario) che occorreva per una causa.

## Versioni e traduzioni
Così come la sua pubblicazione iniziale e ulteriori versioni durante il XVIII e XIX secolo, il libro fu pubblicato nuovamente nel 1902 da Clarendon Press; questo è andato presto esaurito, e una seconda edizione con un commentario è stata pubblicata nel 1950, a cura di Charles Johnson. Anche questo nuovo è andato esaurito, necessitando di una nuova edizione pubblicata dalla Oxford University Press nel 1983. L'edizione del 1952 è stata favorevolmente recensita, con K.R. Potter che scriveva che era "una guida molto utile per chi non conosce la finanza medievale". Ernest Henderson ha scritto che era "uno dei pochi trattati realmente del Medioevo. È il saggio più dotto concernente tutto ciò che è andato alle riunioni semestrali dei funzionari dello scacchiere, e spazia fuori in una descrizione di tutte le fonti di reddito della Corona inglese e dei loro metodi di raccolta. Il valore di questo saggio per la prima storia dell'Inghilterra non può non essere sopravvalutato; in ogni ambito fa chiarezza sullo stato delle cose esistenti".
L'edizione più recente è stata pubblicata nel 2007, anche dalla Oxford University Press, redatta e tradotta da Emilie Amt e S. D. Church— e descritta come una "...preziosa nuova edizione e traduzione che merita un ragguardevole utilizzo..."